# イワタバコ
イワタバコ（岩煙草、学名：Conandron ramondioides Siebold et Zucc.）は、イワタバコ科イワタバコ属に分類される多年草の1種。日の当たらない湿った岩場などに生え、タバコに似た形の葉をつける。夏に葉の間から花茎を伸ばして、星形をした紅紫の花を下向きに咲かせる。

## 名称
和名イワタバコは、多くは岩場に生えて、葉の形がタバコに似るので名付けられたとされる。別名で、イワヂシャ、イワナ。若葉が食用にできることから、古くはイワヂシャ（岩萵苣）とよばれた。
花言葉は、「涼しげ」である。

## 分布・生育地
日本の福島県から関東以南の本州、四国、九州、沖縄および、台湾などの山地に分布する。北側に面した場所など、直射日光が当たらない湿った岩壁などに生育する。壁を覆うように群生することもあり、湿った切り通しの斜面に生えることもある。花は美しいので山草として栽培もされる。

## 形態・生態
多年草。葉は先が尖った長楕円形で、葉柄は3 - 15センチメートル (cm) で翼がある。葉身は長さ10 - 30 cm、幅は10 cm内外と大型で、大きなものになると長さ50 cmほどになることがある。葉の質は柔らかくてツヤがあり、数枚が根出する。
花期は夏の6 - 8月頃。葉あいだの根元から高さ5 - 30 cmほどの花茎を伸ばし、先端に散形花序をつけ、淡紅色か紅紫色もしくは白色の花を4 - 5つ下向きに咲かせて目立つ。花は星形で、直径1 - 1.5 cm程、萼と花冠は5裂して裂片の先が尖り、雄蕊も5個、花冠裂片は紫色。子房上位、果実は細長い蒴果で2つに割れる。葉は冬には枯れて落葉し、新葉が縮んだ冬芽として越冬する。
1株に葉が2 - 3枚しかつかないうえ、岩場のため根が生育しにくく、繁殖力が弱い植物である。人間によって葉がすべて採取されてしまったり、根を傷められたりすると、その群生地での絶滅の恐れもある。
外見はイワギリソウにも似ているが、イワギリソウは全体が軟毛に覆われていて、花の5裂した花被片の裂片の先は尖らないので区別できる。

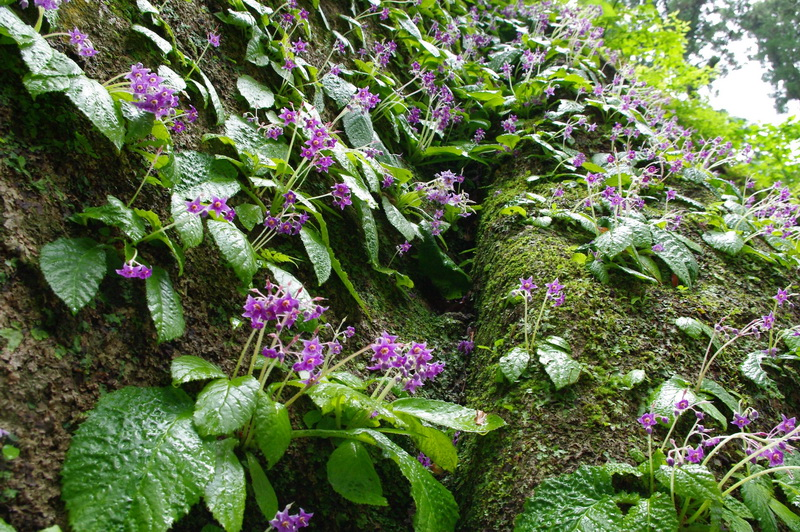
岩壁に生育するイワタバコ、神奈川県鎌倉市東慶寺にて
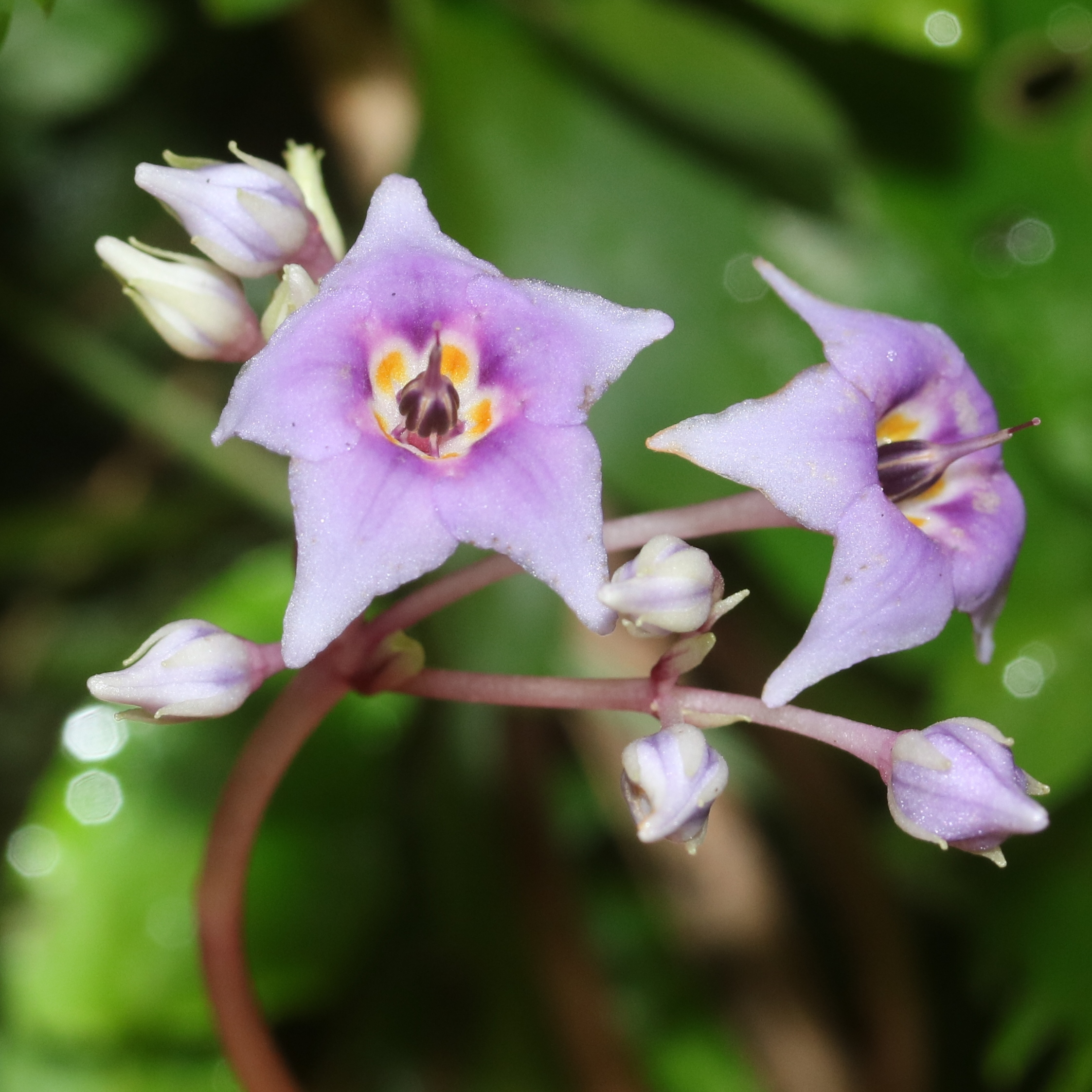
萼と花弁は5裂し雄蕊も5個、花弁は紫色
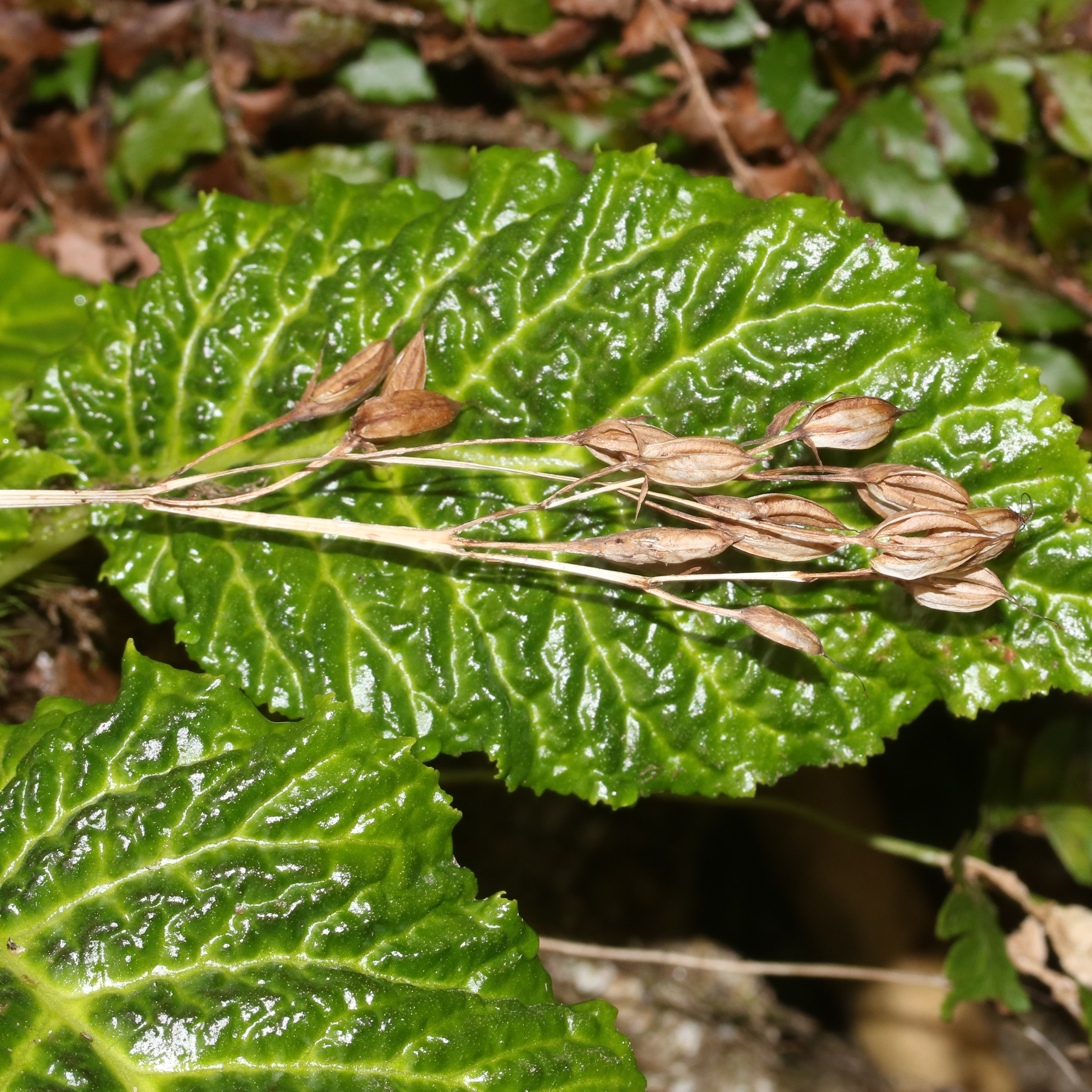
細長い蒴果と縮んだ新葉

## 利用

### 山菜
若葉は食用にされており、ほろ苦い食味がある山菜として喜ばれている。若葉を軽く茹でて水にさらしたあと、汁の実、お浸し、佃煮など、ほろ苦みを楽しむ山菜料理として生かされたり、葉面の水気を取って天ぷらとして調理される。

### 薬効
昔から食用として利用されてきたが、これまでのところ成分を調べたものはなく、葉の苦みは神経の働きで胃液の分泌を盛んにし、消化促進や食欲増進に役立つと考えられてきたことから、苦味健胃薬として活用されている。
開花期の7 - 9月頃にかけて、葉を採取して水気を取り、日干しにしたものは生薬となり、苦苣苔（くきょたい）と呼んでいる。苦苣苔を1日量にして5グラムを、約600 ccの水で半量になるまで煎じて食後に飲むと良いとされ、食べ過ぎや飲み過ぎによる胃もたれや、胃の働きが弱ったときの食欲不振に効用があるといわれている。